# Ozarba onytes
Ozarba onytes là một loài bướm đêm trong họ Noctuidae.